# Geoffroy de Lagasnerie
Geoffroy de Lagasnerie (1981) é um filósofo e sociólogo francês.
É autor de vários livros, artigos e palestras sobre filosofia social e política, epistemologia e teoria crítica, e sociologia da cultura e da vida intelectual; com interesse particular na obra de Pierre Bourdieu e Michel Foucault.

## Biografia

### Primeiros anos e educação
Lagasnerie estudou na universidade École normale supérieure de Cachan, onde recebeu a agregação em ciências econômicas e sociais. Mais tarde, ele recebeu seu doutorado em Sociologia pela Escola de Estudos Avançados em Ciências Sociais (École des hautes études en sciences sociales).

### Carreira acadêmica
Depois de dar aulas nas universidades de Sorbonne e Sciences Po, Lagasnerie assumiu o cargo de professor de filosofia e ciências humanas na École Nationale Supérieure d'Arts de Cergy.
Ele é o diretor da coletânea à venir publicada pela Fayard.

### Atividade profissional
Seu trabalho diz respeito principalmente à filosofia social e política, epistemologia e teoria crítica, bem como à sociologia da vida cultural e intelectual. Além disso, Lagasnerie tem sido muito crítico em relação ao sistema de ensino superior na França.
Em 2015, ele publicou The Art of the Revolt: Snowden, Assange, Manning. O livro se concentrou no papel dos denunciantes, particularmente Edward Snowden, Julian Assange e Chelsea Manning, na manutenção e no fortalecimento da democracia. O jornal semanal francês Les Inrocks nomeou Lagasnerie como um dos pensadores mais influentes da cultura francesa contemporânea e incluiu o livro em sua lista dos ensaios mais influentes de 2015. The Art of the Revolt foi traduzida para o inglês em 2017.
Em setembro de 2015, Lagasnerie publicou um Manifesto para uma Contraofensiva Intelectual e Política (em francês: Manifeste pour une contre-offensive intellectuelle et politique) juntamente com o escritor Edouard Louis. Apresentada na primeira página do jornal Le Monde e posteriormente reimpressa em inglês pela Los Angeles Review of Books, a carta denunciava a legitimação de agendas de direita no discurso público e oferecia condições para o reengajamento intelectual de esquerda no debate público.
Em Fevereiro de 2016, Lagasnerie publicou um artigo no OpenDemocracy intitulado “Beyond Powerlessness” que apela à criação de novas práticas políticas.
Em 2016, Lagasnerie publicou Juger. O livro é uma reflexão sobre o sistema de justiça criminal, poder e violência. Inclui também reflexões sobre a metodologia da sociologia: no último capítulo, Lagasnerie argumenta que a etnografia é uma estrutura inerentemente "conservadora" para a compreensão da sociedade. O semanário francês Les Inrocks incluiu o livro na sua lista dos principais eventos de 2016. A sua recepção acadêmica foi muito mais mista e o livro recebeu fortes críticas.
Ele é descrito pelo filósofo Achille Mbembe como "um dos mais talentosos da nova onda da teoria francesa".
Ele é descrito pela France Inter, uma importante emissora de rádio pública francesa, como um dos intelectuais mais importantes da França hoje.
Ele está comprometido com o movimento antirracista e a luta contra a brutalidade policial na França como parte do Comité Adama (em homenagem a uma vítima da brutalidade policial). De Lagasnerie co-escreveu um livro com Assa Traoré sobre a luta contra a violência estatal e a brutalidade policial.
No seu livro La Conscience Politique, ele defende uma teoria política mais realista, que reconheça plenamente que a violência estatal é a única coisa na vida de uma pessoa da qual nunca se pode escapar.

## Obras publicadas

### Livros em inglês
- Foucault Against Neoliberalism?, Rowman e Littlefield, 2020
- Judge and Punish. The Penal State on Trial. (Trad. Lara Vergnaud). Stanford University Press, 2018
- The Art of Revolt. Snowden, Assange, Manning. Stanford University Press, 2017

### Livros em francês
- L'empire de l'université. Sur Bourdieu, les intellectuels et le journalisme , Amsterdã, 2007.
- Sur la science des œuvres. Questions à Pierre Bourdieu (et à quelques autres), Cartela, 2011.
- Logique de la création. Sur l'Université, la vie intellectuelle et les conditions de l'innovation, Fayard, 2011.
- La dernière leçon de Michel Foucault. Sur le néolibéralisme, la théorie et la politique, Fayard, 2012.
- Que signifie penser, in François Caillat (dir.), Foucault contre lui-même, PUF, 2014.
- L'Art de la révolte. Snowden, Assange, Manning, Fayard, 2015.
- Juger. L'Etat pénal face à la sociologie, Fayard, 2016.
- "Penser dans un monde mauvais", PUF, 2017.
- Le Combat Adama, com Assa Traoré, Stock 2019
- La conscience politique, Fayard, 2019
- Sortir de notre impuissance politique, Fayard, 2020

### Volumes de coautoria
- Exister socialement. Sur la sociologie et les théories de la reconnaissance, in Pierre Bourdieu, l'insoumission en héritage. com Édouard Louis (dir.) Didier Eribon, Frédéric Lordon, Arlette Farge e Annie Ernaux . PUF, 2013.
- Que signifie Penser?  in Foucault contre lui-même, de François Caillat (dir.), Leo Bersani, Arlette Farge, George Didi-Huberman, PUF, 2014. Tradução Foucault Against Himself, Arsenal Pulp Press, 2015.